# Goldring-Borstenzahndoktorfisch
Der Goldring-Borstenzahndoktorfisch (Ctenochaetus strigosus) ist ein im Indopazifik, endemisch bei Hawaii und dem Johnston-Atoll lebender Borstenzahndoktorfisch. Literaturberichte über Vorkommen im Roten Meer, der Küste Ostafrikas, Neukaledoniens und dem Great Barrier Reef beruhen vielleicht auf einer Verwechslung mit dem Indischen Goldringdoktor (Ctenochaetus truncatus).
Der Goldring-Borstenzahndoktorfisch lebt in tiefen Lagunen und an Außenriffen, bis in einer Tiefe von 45 Metern. Jungfische leben als Einzelgänger, später leben sie in kleinen Gruppen oder paarweise.
Im Laufe ihres Lebens haben sie drei Farbphasen. Jungfische sind rein gelb, mit einem schmalen, blauen Saum an Rücken- und Afterflosse, dann bekommen sie eine blau-braune Streifenzeichnung. Adulte Fische sind braun mit hellen Flecken.
Die bis 18 Zentimeter langen Fische ernähren sich von Detritus und feinem Algenbelag auf Steinen.